# Робърт Уадлоу
Робърт Першинг Уадлоу (22 февруари 1918 – 15 юли 1940) известен също като „Гиганта на Илинойс“ е най-високият човек живял някога на Земята.

## Биография
Роден е в Алтън, Илинойс, САЩ на 22 февруари 1918, син на Харълд Франклин и Адди Мей (Джонсън) Уадлоу. Той е най-големият от 5-те им деца. На 8-годишна възраст вече е по-висок от баща си. Предишния рекордьор Джон Роган е бил най-високият човек дотогава. На 27 юни 1940 г. (18 дни преди смъртта му) той е измерен от лекари и е висок 2,72 м и тежи 199 килограма. Той е записан като най-високият човек в света в Книгата на световните рекорди на Гинес.
След операция с кръвопреливане състоянието му се влошава и умира в съня си на 15 юли 1940 г. на 22-годишна възраст. В чест през 1986 г. е издигната статуя на него срещу Алтънския музей на историята и изкуството.